# Einjährige Seeheide
Das Einjährige Seeheide (Frankenia pulverulenta), auch Staubige Frankenie genannt, ist eine Pflanzenart aus der Gattung der Seeheiden oder Frankenien (Frankenia) innerhalb der Familie der Frankeniaceae.

## Beschreibung
Die Einjährige Seeheide ist eine einjährige, niederliegende Pflanze, die 5 bis 30 Zentimeter hoch wird. Durch eine starke Verzweigung bildet sie Matten. Die kleinen, einfachen Laubblätter sind gegenständig oder wirtelig angeordnet und kurz gestielt. Sie sind ganzrandig, abgerundet bis gestutzt oder eingebuchtet und länglich bis verkehrt-eiförmig oder seltener eiförmig, 1 bis 8 Millimeter lang und 0,5 bis 4 Millimeter breit. Oberseits sind sie mehr oder weniger kahl, manchmal mit weißer Salzkruste und unterseits wie bestäubt und fein behaart. Der Blattrand ist manchmal nach unten umgebogen.
Die kleinen und zwittrigen Blüten mit doppelter Blütenhülle erscheinen einzeln oder sie stehen in wenigblütigen Ähren end- oder achselständig. Der längliche und rippige Kelch ist 2,5 bis 4 Millimeter lang und schwach behaart oder fast kahl. Die fünf freien, rosafarbenen bis hellvioletten, 3 bis 5 Millimeter langen Kronblätter sind verkehrt-eiförmig oder länglich mit innen an Basis einer Schuppe. Es sind meist sechs Staubblätter vorhanden. Der Fruchtknoten ist oberständig mit einem gelappten, verzweigten Griffel. Die vielsamige Frucht ist eine kleine Kapsel die vom Kelch eingeschlossen ist.
Die Art blüht zwischen März und November.
Die Chromosomenzahl beträgt 2n = 20.

## Vorkommen
Die Einjährige Seeheide kommt in Süd- und Südosteuropa, in Afrika, in der Türkei, in Syrien, in Ägypten, im Iran, in Sibirien, in Arabien und im westlichen Pakistan vor. In Südafrika kommt sie vom Südwesten entlang der Kapküste östlich bis Port Elizabeth vor, auch im Binnenland, etwa an Salzpfannen. In Nordamerika, Südamerika und Australien kommt die Art eingeschleppt vor. Sie wächst auf feuchten Sandböden am Meer und im Binnenland.

## Taxonomie und Systematik
Die Einjährige Seeheide wurde durch Carl von Linné in Sp. Pl.: 332, 1753 als Frankenia pulverulenta erstbeschrieben.  Der Name Frankenia ehrt Johan Franck, latinisiert Frankenius (1590–1661), einen schwedischen Arzt und Botaniker.
Man kann im Mittelmeerraum zwei Unterarten unterscheiden:
- Frankenia pulverulenta L. subsp. pulverulenta
- Frankenia pulverulenta subsp. florida (L.Chevall.) Maire: Sie kommt in Marokko und in Algerien vor.